# Doto affinis
Doto affinis (d'Orbigny, 1837) è un mollusco nudibranchio della famiglia Dotidae.